# 265 (szám)
A 265 (római számmal: CCLXV) egy természetes szám, félprím, az 5 és az 53 szorzata; középpontos négyzetszám.

## A szám a matematikában
A tízes számrendszerbeli 265-ös a kettes számrendszerben 100001001, a nyolcas számrendszerben 411, a tizenhatos számrendszerben 109 alakban írható fel.
A 265 páratlan szám, összetett szám, azon belül félprím, kanonikus alakban az 51 · 531, szorzattal, normálalakban a 2,65 · 102 szorzattal írható fel. Négy osztója van a természetes számok halmazán, ezek növekvő sorrendben: 1, 5, 53 és 265.
A 265 középpontos négyzetszám.
A 265 négyzete 70 225, köbe 18 609 625, négyzetgyöke 16,27882, köbgyöke 6,42316, reciproka 0,0037736. A 265 egység sugarú kör kerülete 1665,04411 egység, területe 220 618,3441 területegység; a 265 egység sugarú gömb térfogata 77 951 814,9 térfogategység.
A 265 helyen az Euler-függvény helyettesítési értéke 208, a Möbius-függvényé 1, a Mertens-függvényé −1.